# Никополис-ад-Иструм
Нико́полис-ад-И́струм (Никополь-на-Истре; др.-греч. Νικόπολις ἡ πρὸς Ἴστρον, лат. Nicopolis ad Istrum, Nicopolis ad Iatrum) ― бывший римский и византийский город, основанный императором Траяном около 101―106 гг. н. э. в Нижней Мёзии, на пересечении рек Янтра и Росицав память своих побед над даками. Его руины находятся при селе Никюп, что находится в 20 километрах к северу от города Велико-Тырново на севере Болгарии. Город достиг своего процветания во времена правления Траяна, Адриана, Антонинов и династии Северов.
Античный город был спланирован по ортогональной системе. Сеть улиц, форум, окруженный ионической колоннадой и многими зданиями, двухнефное помещение, позже перестроенное в базилику, и прочие общественные здания были обнаружены в ходе раскопок. Богатая архитектура и скульптура показывают сходство с древними городами в Малой Азии. В Никополисе ад Иструм чеканились монеты с изображениями общественных зданий города.
В 447 году город был разрушен гуннами под предводительством Аттилы. Возможно, на самом деле поселение было покинуто ещё до начала V века. В VI веке город был перестроен в мощную крепость где размещались в основном военные постройки и церквей, следуя общей тенденции, характерной для городов того века в придунайской зоне. Самая большая площадь обширных руин (21,55 га) города не была занята поселенцами вновь: крепость занимала лишь четвертую часть старого города (5,75 га), в его юго-восточном углу. Никополис стал резиденцией епископа в начале византийского периода и был окончательно уничтожен в результате аварского нашествия в конце VI века. В средневековье здесь возникло болгарское поселение (с X по XIV век).
Никополис-ад-Иструм, можно сказать, был колыбелью германской литературной традиции. В IV век епископ из племени готов, миссионер и переводчик Вульфила получил разрешение от императора Констанция II иммигрировать со своей группой новообращенных из Мёзии и поселиться рядом с Никополис-ад-Иструм в 347―348 гг. Там же он создал готскую азбуку и руководил переводом Библии с греческого на готский, который был осуществлен группой переводчиков.
Известны имена двух епископов города: Марцелл (в 451 г.) и Амантий (в 518 г.).
Находится в предварительном списке объектов всемирного наследия ЮНЕСКО в Болгарии с 1984 года.

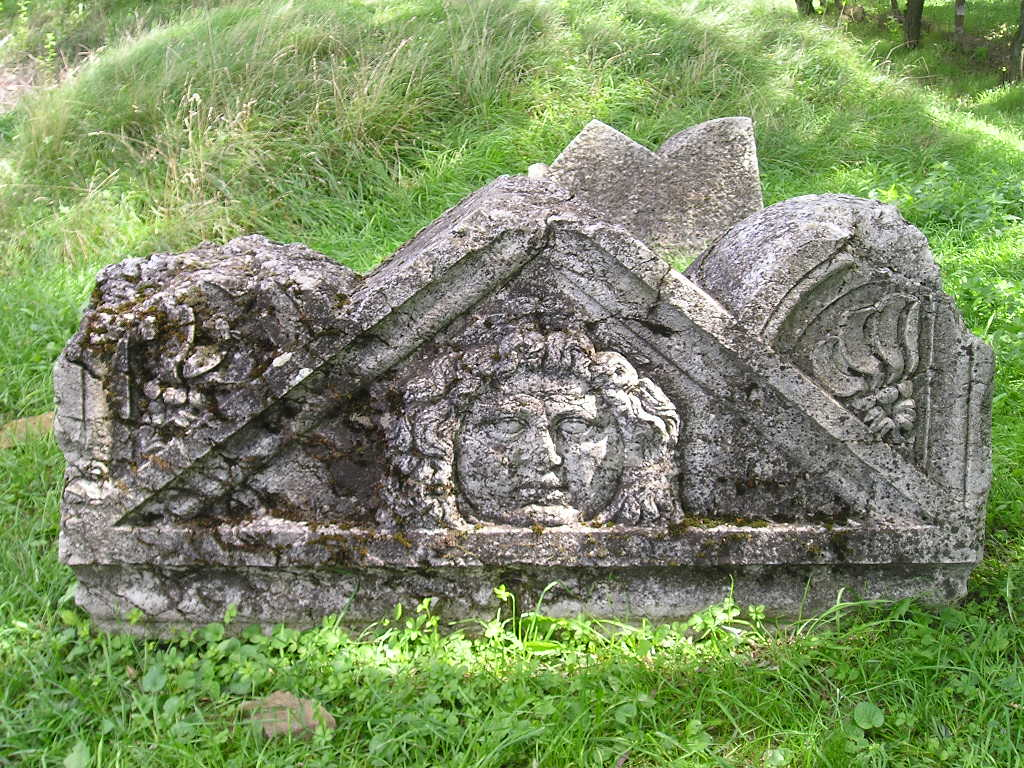
Фронтон с рельефным изображением
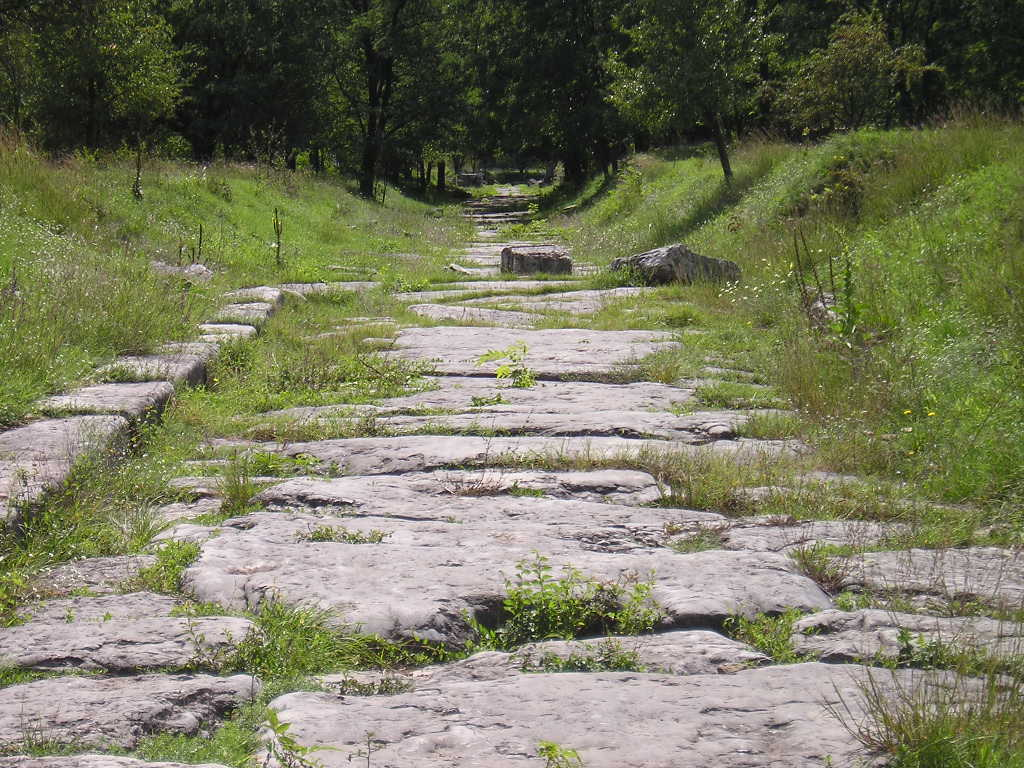
Одна из главных улиц с севера на юг
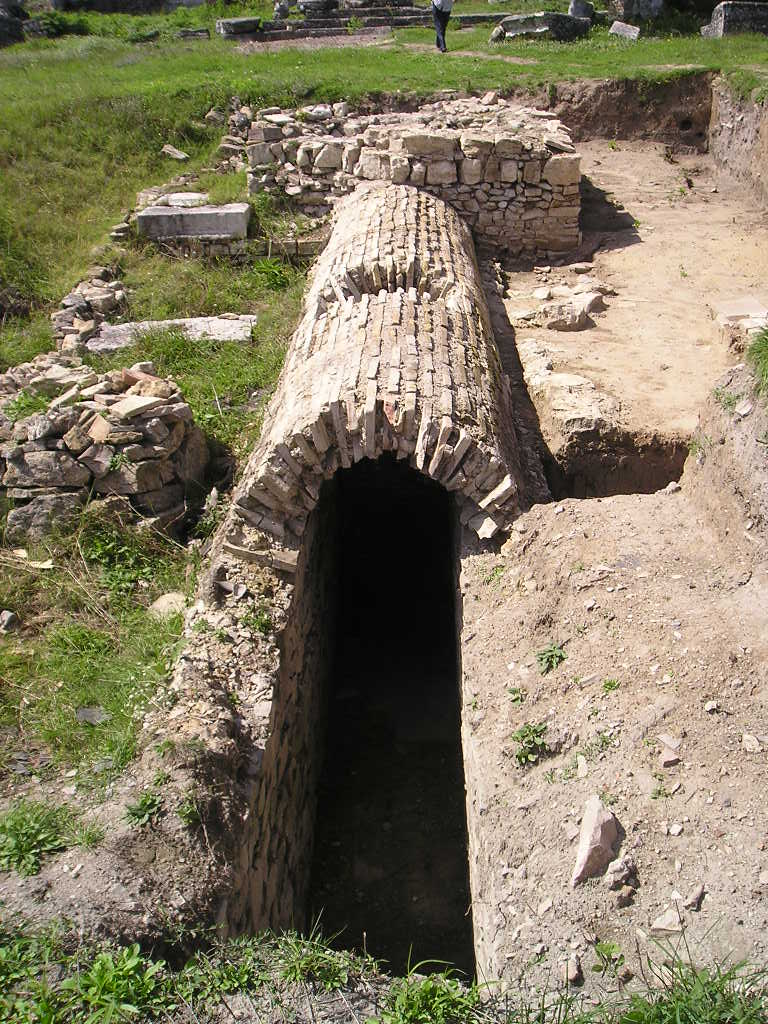
Городская канализация
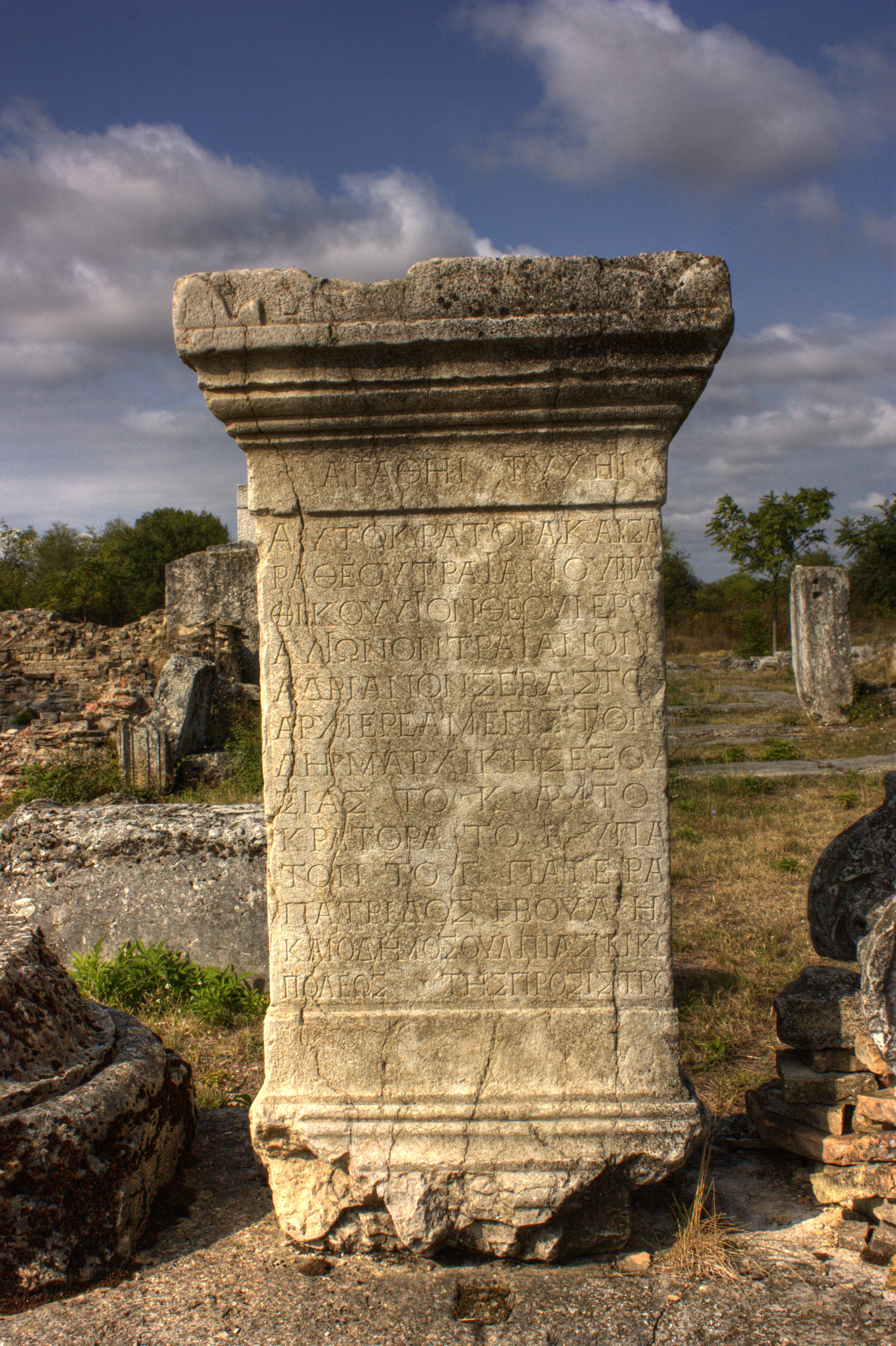